# Rhinolophus
Los murciélagos de herradura del género Rhinolophus, del griego clasico ῥίς (rhís), "nariz", y λόφος (lóphos), "cresta", constituyen el único exponente de la subfamilia Rhinolophinae, nombrada por John Edward Gray (1800 - 1875), en 1825.

## Especies
- Rhinolophus acuminatus, Peters, 1871.
- Rhinolophus adami, Aellen y Brosset, 1968.
- Rhinolophus affinis, Horsfield, 1823.
- Rhinolophus alcyone, Temminck, 1852.
- Rhinolophus anderseni, Cabrera, 1909.
- Rhinolophus arcuatus, Peters, 1871.
- Rhinolophus beddomei K. Andersen, 1905.
- Rhinolophus blasii, Peters, 1866.
- Rhinolophus bocharicus Kastchenko & Akimov, 1917.
- Rhinolophus borneensis, Peters, 1861.
- Rhinolophus canuti, Thomas y Wroughton, 1909.
- Rhinolophus capensis, Lichtenstein, 1823.
- Rhinolophus celebensis, K. Andersen, 1906.
- Rhinolophus clivosus, Cretzschmar, 1828.
- Rhinolophus coelophyllus, Peters, 1867.
- Rhinolophus cognatus, K. Andersen, 1906.
- Rhinolophus cohenae[1] Taylor, Stoffberg, Monadjem, Schoeman, Bayliss & Cotterill, 2012
- Rhinolophus convexus Csorba, 1997.
- Rhinolophus cornutus, Temminck, 1835.
- Rhinolophus creaghi, Thomas, 1896.
- Rhinolophus darlingi, K. Andersen, 1905.
- Rhinolophus deckenii, Peters, 1867.
- Rhinolophus denti, Thomas, 1904.
- Rhinolophus eloquens, K. Andersen, 1905.
- Rhinolophus euryale, Blasius, 1853.
- Rhinolophus euryotis, Temminck, 1835.
- Rhinolophus ferrumequinum, Schreber, 1774.
- Rhinolophus formosae Sanborn, 1939.
- Rhinolophus fumigatus, Rüppell, 1842.
- Rhinolophus gorongosae, Taylor et al., 2018.
- Rhinolophus guineensis, Eisentraut, 1960.
- Rhinolophus hildenbrandtii, Peters, 1878.
- Rhinolophus hilli, Aellen, 1973.
- Rhinolophus hillorum Koopman, 1989.
- Rhinolophus hipposideros, Bechstein, 1800.
- Rhinolophus huananus[2] Wu, Motokawa & Harada, 2008.
- Rhinolophus imaizumii, Hill y Yoshiyuki, 1980.
- Rhinolophus inops, K. Andersen, 1905.
- Rhinolophus kahuzi[3] Fahr & Kerbis Peterhans, 2013.
- Rhinolophus keyensis, Peters, 1878.
- Rhinolophus landeri, Martin, 1838.
- Rhinolophus lepidus, Blyth, 1844.
- Rhinolophus luctus, Temminck, 1835.
- Rhinolophus mabuensis[1] Taylor, Stoffberg, Monadjem, Schoeman, Bayliss & Cotterill, 2012
- Rhinolophus maclaudi, Pousargues, 1897.
- Rhinolophus macrotis, Blyth, 1844.
- Rhinolophus madurensis K. Andersen, 1918.
- Rhinolophus maendeleo Kock, Csorba & Howell, 2000.
- Rhinolophus malayanus, Bonhote, 1903.
- Rhinolophus marshalli, Thonglongya, 1973.
- Rhinolophus megaphyllus, Gray, 1834.
- Rhinolophus mehelyi, Matschie, 1901.
- Rhinolophus mitratus, Blyth, 1844.
- Rhinolophus monoceros, K. Andersen, 1905.
- Rhinolophus montanus Goodwin, 1979.
- Rhinolophus mossambicus[1] Taylor, Stoffberg, Monadjem, Schoeman, Bayliss & Cotterill, 2012
- Rhinolophus nereis, K. Andersen, 1905.
- Rhinolophus osgoodi, Sanborn, 1939.
- Rhinolophus paradoxolophus, Bourret, 1951.
- Rhinolophus pearsonii, Horsfield, 1851.
- Rhinolophus philippinensis, Waterhouse, 1843.
- Rhinolophus pusillus, Temminck, 1835.
- Rhinolophus rex, G. M. Allen, 1923.
- Rhinolophus robinsoni, K. Andersen, 1918.
- Rhinolophus rouxii, Temminck, 1835.
- Rhinolophus rufus, Eydoux y Gervais, 1836.
- Rhinolophus ruwenzorii, J. Eric Hill, 1942.
- Rhinolophus sakejiensis[4] Cotterill, 2002.
- Rhinolophus schnitzleri[5] Wu & Thong, 2011.
- Rhinolophus sedulus, K. Andersen, 1905.
- Rhinolophus shameli, Tate, 1943.
- Rhinolophus shortridgei K. Andersen, 1918.
- Rhinolophus siamensis Gyldenstolpe, 1917.
- Rhinolophus silvestris, Aellen, 1959.
- Rhinolophus simplex, K. Andersen, 1905.
- Rhinolophus simulator, K. Andersen, 1904.
- Rhinolophus sinicus K. Andersen, 1905.
- Rhinolophus smithersi[1] Taylor, Stoffberg, Monadjem, Schoeman, Bayliss & Cotterill, 2012
- Rhinolophus stheno, K. Andersen, 1905.
- Rhinolophus subbadius, Blyth, 1844.
- Rhinolophus subrufus, K. Andersen, 1905.
- Rhinolophus swinnyi, Gough, 1908.
- Rhinolophus thailandensis[6] Wu, Harada & Motokawa, 2009.
- Rhinolophus thomasi, K. Andersen, 1905.
- Rhinolophus trifoliatus, Temminck, 1834.
- Rhinolophus virgo, K. Andersen, 1905.
- Rhinolophus willardi[3] Kerbis Peterhans & Fahr, 2013.
- Rhinolophus xinanzhongguoensis[7] Zhou, Guillén-Servant, Lim, Eger, Wang & Jiang, 2009.
- Rhinolophus yunanensis, Dobson, 1872.
- Rhinolophus ziama[8] Fahr, Vierhaus, Hutterer & Kock, 2002.